# Championnat d'Arabie saoudite de football 2021-2022
Navigation
Saison précédente Saison suivante
La saison 2021-2022 du championnat d'Arabie saoudite de football est la quarante-sixième édition du championnat de première division en Arabie saoudite. La Premier League regroupe les seize meilleurs clubs du pays au sein d'une poule unique, où ils s'affrontent deux fois au cours de la saison, à domicile et à l'extérieur. À la fin de la compétition, les trois derniers du classement sont relégués et remplacés par les trois meilleurs de la deuxième division.

## Qualifications continentales
Quatre places qualificatives pour la Ligue des champions de l'AFC sont attribuées à l'Arabie saoudite. À cause du changement de date de cette compétition qui se déroule à partir de la saison 2023-2024 sur deux années, cette saison uniquement le champion et le vainqueur de la Kings Cup sont qualifiés. Les deux autres places seront données au champion de la saison 2022-2023 et le vainqueur de la Kings Cup 2023. 

## Déroulement de la saison
La saison démarre le 21 août 2021, les nouveaux promus sont, Al-Hazm Rass le champion de la deuxième division 2020-2021 qui revient après une saison d'absence, comme Al-Fayha Football Club qui termine à la deuxième place, Al Ta'ee Ha'il, le troisième, a joué la dernière fois en première division lors de la saison 2007-2008.
A l'issue de la saison Al-Hilal FC, le tenant du titre, remporte son 18e titre de champion.

## Équipes

### Clubs participants
- Al-Nassr FC
- Al-Hilal FC
- Al-Ahli SC
- Al-Ittihad Club
- Al-Fateh SC
- Al-Taawoun FC
- Al-Batin FC
- Abha Club
- Al-Faisaly FC
- Al-Shabab FC
- Damac FC
- Al-Raed FC
- Al-Ettifaq FC
- Al-Hazm Rass  - Promu de D2
- Al-Fayha FC  - Promu de D2
- Al-Taï SC  - Promu de D2

### Joueurs étrangers
Le nombre de joueurs étrangers est de 7 par équipes.

## Compétition

### Classement
| Rang | Équipe           | Pts | J  | G  | N  | P  | Bp | Bc | Diff |
| ---- | ---------------- | --- | -- | -- | -- | -- | -- | -- | ---- |
| 1    | Al-Hilal FC T    | 67  | 30 | 20 | 7  | 3  | 63 | 28 | +35  |
| 2    | Al-Ittihad Club  | 65  | 30 | 20 | 5  | 5  | 62 | 29 | +33  |
| 3    | Al-Nassr FC      | 61  | 30 | 19 | 4  | 7  | 58 | 36 | +22  |
| 4    | Al-Shabab FC     | 55  | 30 | 15 | 10 | 5  | 52 | 36 | +16  |
| 5    | Damac FC         | 44  | 30 | 12 | 8  | 10 | 38 | 44 | -6   |
| 6    | Al Ta'ee Ha'il P | 37  | 30 | 11 | 4  | 15 | 33 | 45 | -12  |
| 7    | Al-Raed          | 36  | 30 | 10 | 6  | 14 | 35 | 45 | -10  |
| 8    | Al-Fateh         | 35  | 30 | 9  | 8  | 13 | 45 | 41 | +4   |
| 9    | Abha Club        | 35  | 30 | 9  | 8  | 13 | 27 | 43 | -16  |
| 10   | Al-Fayha FC P C  | 35  | 30 | 8  | 11 | 11 | 21 | 24 | -3   |
| 11   | Al-Taawoun       | 34  | 30 | 7  | 13 | 10 | 43 | 48 | -5   |
| 12   | Ettifaq FC       | 34  | 30 | 8  | 10 | 12 | 40 | 47 | -7   |
| 13   | Al-Batin FC      | 33  | 30 | 8  | 9  | 13 | 31 | 41 | -10  |
| 14   | Al Faisaly       | 33  | 30 | 7  | 12 | 11 | 28 | 37 | -9   |
| 15   | Al Ahli          | 32  | 30 | 6  | 14 | 10 | 38 | 43 | -5   |
| 16   | Al-Hazm Rass P   | 17  | 30 | 4  | 5  | 21 | 23 | 50 | -27  |

|  | Qualification pour la Ligue des champions de l'AFC 2023-2024                          |
|  | Qualification pour le tour préliminaire de la Ligue des champions de l'AFC 2023-2024  |
|  | Relégation en deuxième division                                                       |
|  | T : Tenant du titre C : Vainqueur de la Kings Cup 2022 P : Promu de deuxième division |

## Bilan de la saison
| Championnat d'Arabie saoudite de football 2021-2022 |                                 |
| Champion                                            | Al-Hilal FC (18e titre)         |
| Coupes et trophées                                  |                                 |
| Vainqueur de la Kings Cup                           | Al-Fayha Football Club          |
| Qualifications continentales                        |                                 |
| Ligue des champions de l'AFC 2023-2024              | Al-Hilal FC                     |
| Ligue des champions de l'AFC 2023-2024              | Al-Fayha Football Club          |
| Ligue des champions de l'AFC 2023-2024              | Champion de la saison 2022-2023 |
| Ligue des champions de l'AFC 2023-2024              | Vainqueur de la Kings Cup 2023  |
| Promotions et relégations                           |                                 |
| Promus en Premier League                            | Al Khaleej Saihat               |
| Promus en Premier League                            | Al Adalah FC                    |
| Promus en Premier League                            | Al Wehda Club                   |
| Relégués en First Division                          | Al Faisaly                      |
| Relégués en First Division                          | Al Ahli                         |
| Relégués en First Division                          | Al-Hazm Rass                    |